# Fred Howe (cầu thủ bóng đá, sinh năm 1895)
Frederick Howe là một tiền vệ bóng đá người Anh thi đấu ở Football League cho Coventry City và Brentford.

## Thống kê sự nghiệp
| Câu lạc bộ          | Mùa giải            | Giải quốc nội        | Giải quốc nội | Giải quốc nội | Cúp FA  | Cúp FA    | Tổng    | Tổng      |
| Câu lạc bộ          | Mùa giải            | Hạng đấu             | Số trận       | Bàn thắng     | Số trận | Bàn thắng | Số trận | Bàn thắng |
| ------------------- | ------------------- | -------------------- | ------------- | ------------- | ------- | --------- | ------- | --------- |
| Coventry City       | 1919-20             | Second Division      | 5             | 0             | 0       | 0         | 5       | 0         |
| Brentford           | 1920-21             | Third Division       | 2             | 0             | —       | —         | 2       | 0         |
| Brentford           | 1921-22             | Third Division South | 1             | 0             | 0       | 0         | 1       | 0         |
| Brentford           | Tổng                | Tổng                 | 3             | 0             | 0       | 0         | 3       | 0         |
| Tổng cộng sự nghiệp | Tổng cộng sự nghiệp | Tổng cộng sự nghiệp  | 8             | 0             | 0       | 0         | 8       | 0         |